# إن واي سي (واقي ذكري)
إن واي سي الواقي الذكري (بالإنجليزية: NYC Condom)‏ وهي اختصار لـ مدينة نيويورك الواقي الذكري. وهي شركة أمريكية متخصصة في صناعة الواقي الذكري . تأسست الشركة عام 2007 ومقرها مدينة نيويورك الأمريكية.